# John Willis
John Josef Willis (in ebraico ג'ון ויליס‎?; Newark, 23 settembre 1952) è un ex cestista statunitense naturalizzato israeliano.

## Carriera
Con Israele ha partecipato a tre edizioni dei Campionati europei (1981, 1983, 1985).